# Javaäpple
Javaäpplet även känt som Syzygium samarangense är en myrtenväxtart som först beskrevs av Carl Ludwig von Blume, och fick sitt nu gällande namn av Elmer Drew Merrill och Lily May Perry. Syzygium samarangense ingår i släktet Syzygium, och familjen myrtenväxter. Inga underarter finns listade i Catalogue of Life.
Växten är endemisk i Stora Sundaöarna, Malackahalvön och Andamanerna och Nikobarerna, men har spridits till ett större områden redan under förhistorisk tid. Frukten är mycket populär i sydöstra Kina (Fujian) och Taiwan, där den kallas liánwù (蓮霧）.